# Fernando Vilela
Fernando Vilela (* 1973 in São Paulo) ist ein brasilianischer Bildhauer, Grafiker, Schriftsteller und Buchillustrator.

## Leben
Fernando Vilela studierte zunächst Bildhauerei an der Universidade Estadual de Campinas (Unicamp) mit Meisterabschluss, sodann an der Escola de Comunicações e Artes da Universidade de São Paulo (ECA-USP).  Als Grafiker stellte er seine Werke national und international aus, darunter in Europa auf der 5. Internationalen Grafik-Biennale in Versailles. Das Museum of Modern Art (MoMa) in New York erwarb 2013 zwei seiner Bilder. Weitere Werke befinden sich in der Pinacoteca do Estado de São Paulo, dem Museu de Arte Contemporânea da Universidade de São Paulo und dem Centro Universitário Maria Antônia.
Bekannt wurde Vilela in Brasilien vor allem durch seine über 60 Buchillustrationen seit etwa 1995. Auch schuf er Illustrationen für Zeitschriften und gestaltete CD-Covers. Hervorgetreten ist er mit bisher 14 eigenen Büchern aus dem Bereich der Kinder- und Jugendliteratur, die z. T. preisgekrönt wurden, darunter wurde 2007 Lampião e Lancelote mit dem Prêmio Jabuti ausgezeichnet. Insbesondere arbeitete er als Illustrator für die Kinder- und Jugendbücher der Schriftstellerin Stela Barbieri in gemeinsamen Projekten. Sein Illustrationsstil und die damit verbundene Typografie haben inzwischen Wiedererkennungsmerkmale.
Fernando Vilela war Mitkurator der Ausstellung Linhas de Histórias – Um Panorama do Livro Ilustrado no Brasil, die vom 12. Juli bis 27. August 2011 in der SESC Belenzinho (Serviço Social do Comércio) in São Paulo stattfand und die brasilianische Buchkunst der Jahre 1969 bis 2010 umfasste.
In deutscher Sprache ist bisher keines seiner Werke erschienen.

## Auszeichnungen
- 2004 Prêmio FNLIJ (Fundação Nacional do Livro Infantil e Juvenil) für Marina Tenório: Ivan Filho de Boi
- 2007 Prêmio FNLIJ für Lampião e Lancelote
- 2007 Prêmio Jabuti für Lampião e Lancelote
- 2008 IBBY (International Book Board for Young People)

## Ausstellungen
- 2003 Centro Universitário Maria Antônia (CEUMA), São Paulo, SP (Einzelausstellung)
- 2003 Centro Cultural São Paulo (CCSP), São Paulo, SP (Einzelausstellung)
- 2004 13. Salão Internacional de Gravura Ibero-Americana, Instituto Cultural Mexicano, Washington, D.C.
- 2004 Primeiro Panorama da Xilogravura Brasileira, Santander Cultural, Porto Alegre, Rio Grande do Sul
- 2004 Painel ABCA (Associação Brasileira de Críticos de Arte), Museu de Arte Contemporânea da Universidade de São Paulo (MAC-SP), São Paulo, SP[4]
- 2005 5. Biennale internationale de la gravure en Ile-de-France (5a Bienal Internacional de Gravura em Versailles), Versailles, Frankreich, 12. Mai bis 17. Juli 2005
- 2005 Galeria Virgilio, São Paulo, SP (Einzelausstellung)
- 2005 Panorama da gravura brasileira, Galerie Michèle Broutta, Paris
- 2005 Gravuras brasileiras, Cité des Arts, Paris
- 2006 The Brazilian-American Cultural Institute (BACI), Washington, DC (Einzelausstellung)
- 2006 Prints, Goloborotko Studio, New York, USA
- 2006 Galeria Mercedes Viegas, Rio de Janeiro, RJ
- 2006 Deslocamentos, Galeria Virgilio, São Paulo, SP (Einzelausstellung)
- 2008 Prosa, Galeria Gravura Brasileira, São Paulo, SP (Gemeinschaftsausstellung mit Stela Barbieri)
- 2008 Gravadores brasileiros contemporâneos, Instituto de Artes Gráficas de Oaxaca (IAGO), Oaxaca de Juárez, Mexiko
- 2009 Espaços em diálogo, Galeria Gravura Brasileira, São Paulo, SP (Gemeinschaftsausstellung mit Stela Barbieri und Solange Caillez)
- 2010 Trombetas tsunami, Galeria Virgílio, São Paulo, SP (Einzelausstellung)
- 2011 Caçada, deslocamentos gráficos, Galeria Mario Schenberg, Funarte (Fundação Nacional de Artes), São Paulo, SP (Einzelausstellung)

## Werke
Texte und Illustrationen
- Lampião e Lancelote.  Cosac Naify, São Paulo, SP 2006, ISBN 978-85-7503-526-9
- OlemaC e Melô. O encontro de um camelo e um camelô. Cia das Letrinhas,  2007, ISBN 978-85-7406-299-0
- Tapajós. Uma aventura nas águas da Amazônia. Ática, São Paulo 2007, ISBN 978-85-08-11327-9[5]
- Le Chemin. Autrement Jeunesse, Paris 2007, ISBN 978-2-7467-0998-0[6]
- A Toalha Vermelha. Brinque Book, São Paulo SP 2007, ISBN 978-85-7412-173-4
- O barqueiro e o Canoeiro. Scipione, São Paulo 2008, ISBN 978-85-2627-684-0[7]
- Comilança. DCL, Difusão Cultural do Livro, São Paulo 2008, ISBN 978-85-368-0390-6[8]
- Seringal. Scipione, São Paulo 2010, ISBN 978-85-262-7645-1
- Os heróis do tsunami. Brinque Book, São Paulo SP 2011, ISBN 978-85-7412-360-8
- Eu vi! Brinque Book, São Paulo SP 2011, ISBN 978-85-7412-369-1
- O disfarce dos animais. Brinque Book, São Paulo SP 2011, ISBN 978-85-7412-368-4
- Onde eles estão? Brinque Book, São Paulo SP 2011, ISBN 978-85-7412-370-7
- Abrapracabra! Brinque Book, São Paulo SP 2012, ISBN 978-85-7412-432-2
- Aventura animal. DCL, Difusão Cultural do Livro, São Paulo 2013, ISBN 978-85-368-1585-5

Auswahl illustrierter Bücher anderer Autoren
- Jorge Amado: As mortes e o triunfo de Rosalinda. Companhia das Letras, São Paulo 2010, ISBN 978-85-359-1584-6
- Amnesty International UK Section: We Are All Born Free. The Universal Declaration of Human Rights in Pictures. Frances Lincoln Children's Books, London 2008, ISBN 978-1-84507-650-4 (eingeschränkte Vorschau in der Google-Buchsuche)
- Jorge Argueta: Arroz con Leche. Rice Pudding. Groundwood Books, House of Anansi Press, Toronto 2010, ISBN 978-0-88899-981-8
- Machado de Assis: Conto de escola. Escala Educacional, 2008
- Machado de Assis: Missa do galo. Escala Educacional, São Paulo 2008
- Machado de Assis: A causa secreta.Escala Educacional, São Paulo 2010
- Machado de Assis: Umas férias. Escala Educacional, São Paulo 2010
- Machado de Assis: Uns braços. Escala Educacional, São Paulo 2010
- Ilan Brenman: Festa de Aniversário.  DCL, Difusão Cultural do Livro, São Paulo 2007, ISBN 978-85-368-0351-7 (eingeschränkte Vorschau in der Google-Buchsuche)
- Mercedes Calvo: Los espejos de Anaclara. Fondo de Cultura Económica, Mexiko 2009 (Premio Hispanoamericano de Poesía para niños)
- Ferreira Gullar: Eros e Psiquê. FTD, São Paulo 2009, ISBN 978-85-322-7189-1 (eingeschränkte Vorschau in der Google-Buchsuche)
- Rudyard Kipling: O elefante infante. Musa Editora, São Paulo 2007, ISBN 978-85-85653-85-9
- Judith Nuria Maida: O nascimento do universo. FTD, São Paulo 2009, ISBN 978-85-08-12047-5
- Daniel Munduruku: Sabedoria das águas. Global Editora, São Paulo 2004, ISBN 85-260-0894-3
- Jacques Prévert: Contos para crianças impossíveis. Cosac Naify, São Paulo, SP 2007, ISBN 978-85-7503-566-5
- Bráulio Tavares: A invenção do mundo pelo Deus-Curumim. Editora 34, ão Paulo 2008, ISBN 978-85-7326-399-2
- Sean Taylor: The Great Snake. Stories from the Amazon. Frances Lincoln Children's Books, London 2008, ISBN 978-1-84507-529-3 (eingeschränkte Vorschau in der Google-Buchsuche)
- Marina Tenório: Ivan Filho-de-Boi. Cosac Naify, São Paulo, SP 2004, ISBN 85-7503-271-2 (Prêmio FNLIJ)